# Cmentarz św. Jerzego w Toruniu

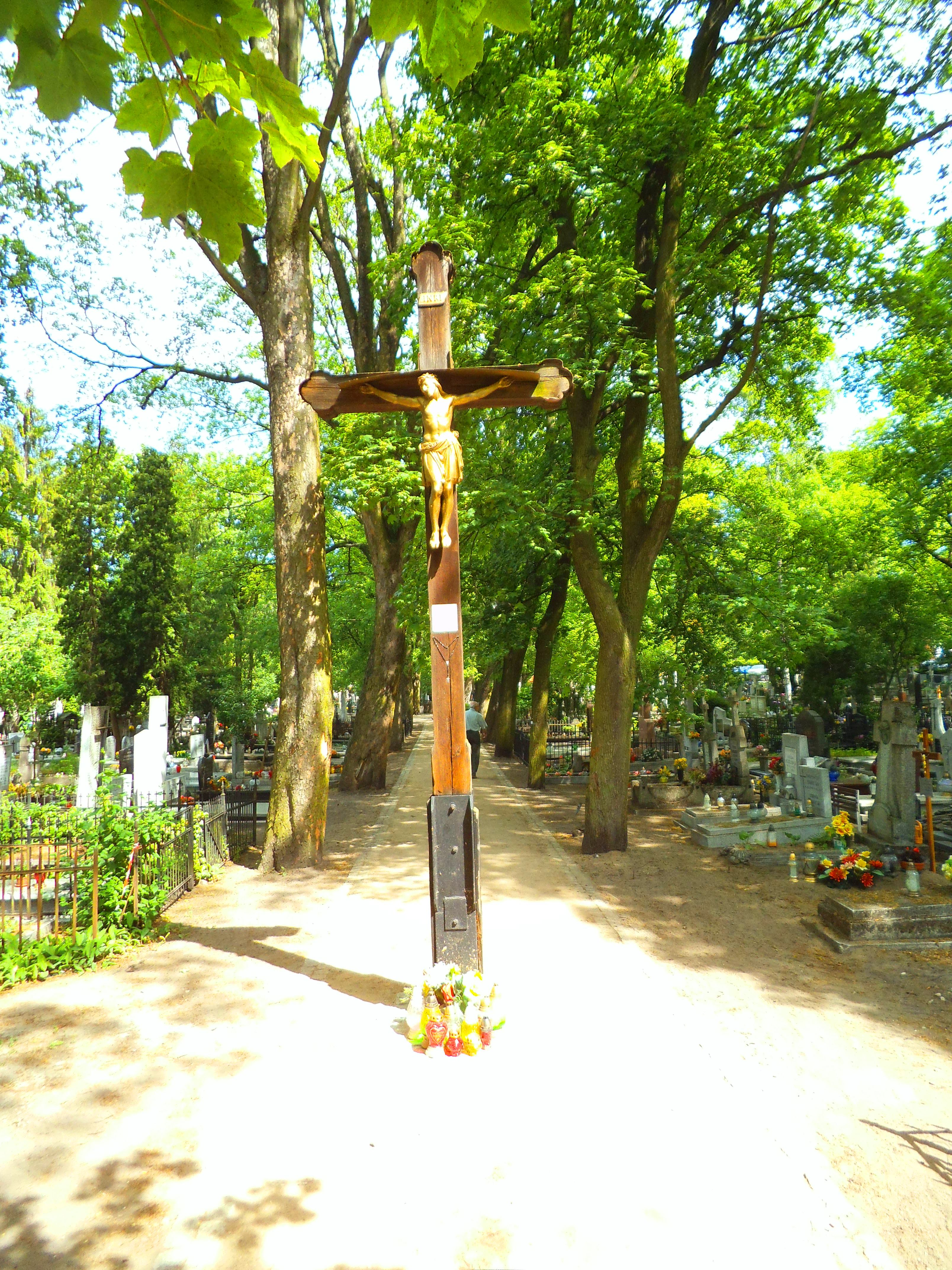
Główna aleja cmentarza

Cmentarz św. Jerzego w Toruniu (nazwa zwyczajowa, oficjalnie katolicki cmentarz parafialny przy ul. Konstantego Ildelfonsa Gałczyńskiego) – cmentarz rzymskokatolicki oraz protestancki wyznania ewangelicko-unijnego, ewangelicko-augsburskiego, ewangelicko-reformowanego w Toruniu położony przy ul. Konstantego Ildelfonsa Gałczyńskiego 41 (do 1964 ul. św. Jerzego). Jego powierzchnia wynosi niecałe 8 ha. Jest to najstarszy zachowany cmentarz w Toruniu.

## Historia
Cmentarz powstał 18 lutego 1811 roku. Miał on zastąpić dawny cmentarz św. Jerzego, której grunt został utracony na rzecz wojska. Umowa kupna-sprzedaży na zakup parceli na Chełmińskim Przedmieściu pod cmentarz została zawarta 18 lutego 1811 roku pomiędzy notariuszem toruńskim Johannen Gottliebem Bonusem a obywatelem Christianem Wittem. Powierzchnia parceli wynosiła ok. 1,5 ha, miała kształt zbliżony do prostokąta o dłuższym boku mierzącym ok. 155 metrów. Tego samego dnia zawarto drugi kontakt, powołujący do istnienia nowy cmentarz. Pierwsze pochówki na cmentarzu miały miejsce 13 czerwca 1811 roku. Prawo do korzystania z cmentarza otrzymała ewangelicka gmina św. Jerzego oraz katolicka parafia św. Janów (która nie uzyskała zgody na założenie własnego cmentarza). Przez pierwsze lata cmentarz nie był podzielony na część ewangelicką i katolicką. W wyniku sporów w połowie XIX wieku podzielono teren oraz wprowadzono zmiany w sposobie administrowania cmentarzem W grudniu 1852 roku gmina św. Jerzego utraciła prawo do wyłączności w zarządzaniu cmentarzem. Rok później dopuszczono do zarządzania staromiejską gminę ewangelicką. W tym samym czasie z cmentarza zaczęła korzystać również parafia Wniebowzięcia Najświętszej Marii Panny.
W XIX wieku cmentarz znacznie się powiększył w stosunku do planów. Nie stanowiło to kłopotu, gdyż cmentarz znajdował się na terenach o bardzo małej zabudowie i na nieużytkach. Powierzchnia cmentarza zwiększała się za sprawą darowizn Rady Miejskiej na rzecz poszczególnych gmin i parafii oraz kupna gruntów od osób prywatnych. Pod koniec XIX wieku dyskutowano nad założeniem nowego cmentarza, sąsiadującego ze starym. Z planów zrezygnowano ze względu na nieodpowiedni grunt. W następnych latach cmentarz powiększał się w kierunku północnym. 7 lipca 1890 roku uporządkowano stosunki własnościowe gruntów.
W XIX wieku cmentarz św. Jerzego uchodził za najbardziej prestiżowy spośród toruńskich cmentarzy.
Na przełomie 1901 i 1902 roku toruńscy baptyści poprosili Magistrat o przyznanie im działki. W 1903 roku otrzymali oni działkę o powierzchni 18 arów.
W latach 50. XX wieku cmentarz przemianowano na katolicki cmentarz parafialny przy ul. Konstantego Ildelfonsa Gałczyńskiego.
1 listopada 2003 roku odbyła się pierwsza kwesta na ratowanie najstarszych nagrobków cmentarza. Inicjatorem akcji było Towarzystwo Miłośników Torunia. Z uzyskanych pieniędzy udało się odnowić płytę nagrobną pomnika Władysława Szumana oraz Mariana Sydowa. Rok później ze zebranych pieniędzy odnowiono nagrobki Johanna Ephraima Wessela oraz Mariana Dörffera. Po 2004 roku podjęto decyzję, by kwestę prowadzić co roku. 1 listopada 2021 roku zebrano 17 tys. złotych, które przeznaczono na odnowienie nagrobka rodziny Landgraf.
W latach 2004–2005 Towarzystwo Miłośników Torunia oraz Instytut Historii i Archiwistyki Uniwersytetu Mikołaja Kopernika w Toruniu podjęła się próby skatalogowania nagrobków. Udało się zinwentaryzować ok. 300 mogił.

## Groby
Zachowało się niewiele grobów pochodzących sprzed 1920 roku. Stela Johanna Georga Totza, pierwotnie wystawiona w 1738 roku na starym cmentarzu św. Jerzego, następnie przeniesiona w 1823 roku, została usunięta pod koniec lat 70. XX wieku. Jednym z najstarszych zachowanych nagrobków upamiętnia zmarłego 25 sierpnia 1817 roku kupca Johanna Ephraima Wessela. W pobliżu jego grobu znajdują się mogiły z lat 40. XIX wieku. Zachowały się również płyty nagrobne Amalii Hirsch (zm. w 1844) i Wilhelma Diestela (zm. w 1851). Większość grobów niemieckich zostało zniszczonych w okresie międzywojennym (po znacznym odpływie ludności niemieckiej z Torunia po powrocie miasta do Polski) i po 1945 roku. W części katolickiej zachował się krzyż na mogile kapitana Żernickiego, uczestnika powstania listopadowego, zmarłego w 1836 roku. W północnej części cmentarza znajdują się groby po 1945 roku.

## Pochowani
Na cmentarzu spoczywają m.in:
- Stanisław Balcerzyk (1932–2005) – matematyk, profesor Uniwersytetu Mikołaja Kopernika w Toruniu (UMK)[11];
- Józef Buszczyński (1823–1887) – drukarz i wydawca[12];
- Sylwester Buszczyński (1855–1940) – drukarz i wydawca, syn Józefa[12];
- Zofia Doerfferowa (1892–1957) – działaczka społeczna, katolicka i narodowa, radna Torunia, przewodnicząca pomorskiej Narodowej Organizacji Kobiet[13];
- Władysław Dziewulski (1878–1962) – astronom, twórcza Obserwatorium Astronomicznego UMK w Piwnicach[2];
- Zygfryd Gardzielewski (1914–2001) – artysta grafik, bibliograf, typograf[14];
- Karol Górski (1903–1988) – badacz dziejów Pomorza, profesor[14];
- Marian Gumowski (1881–1974) – numizmatyk, profesor UMK[14]
- Jerzy Hoppen (1891–1969) – malarz, grafik, historyk sztuki[2];
- Janina Hurynowicz (1894–1967) – neurofizjolog[2];
- Artur Hutnikiewicz (1916–2005) – historyk, teoretyk literatury[14];
- Roman Jakimowicz (1889–1951) – archeolog, muzeolog, badacz wczesnego średniowiecza Polski, profesor UMK[2];
- Bronisław Jamontt (1886–1957) – malarz[2];
- Jan Kalenkiewicz (1875–1960) – ziemianin, agronom, polityk i działacz społeczny, poseł na Sejm z ramienia Związku Ludowo-Narodowego[15];
- Helena Kawczyńska-Steinbornowa – działaczka kulturalno-oświatowa[2];
- Ludwik Kolankowski (1882–1956) – historyk, organizator i pierwszy rektor UMK[2][14];
- Theodor Eduard Körner (1810–1891) – burmistrz i nadburmistrz Torunia[10];
- Mieczysław Limanowski (1876–1948) – geolog, działacz teatralny, profesor UMK[2];
- Ryszard Mienicki (1886–1956) – badacz dziejów Europy Wschodniej[2];
- Tadeusz Petrykowski (1921–1983) – prozaik, dramatopisarz, publicysta[14];
- Jan Prüffer (1890–1959) – zoolog[2];
- Kazimierz Przybyszewski (1937–2013) – biograf, emerytowany kustosz i kierownik Sekcji Rękopisów Biblioteki Uniwersyteckiej w Toruniu[16];
- Stefan Srebrny (1890–1962) – filolog klasyczny[2];
- Otton Steinborn (1868–1936) – burmistrz Torunia[12];
- Marian Sydow (1890–1948) – regionalista pomorski[12];
- Leon Szuman (1852–1920) – lekarz, działacz Towarzystwa Naukowego w Toruniu[12];
- Wanda Szuman (1890–1994) – pedagog, działaczka charytatywna, córka Leona[14];
- Leonard Torwirt (1912–1967) – malarz, konserwator zabytków, scenograf[2];
- Karol Wiktor Zawodziński (1890–1949) – historyk literatur słowiańskich, krytyk i teoretyk literacki, profesor UMK[2];
- Elżbieta Zawacka (1909–2009) – kurierka Komendy Głównej Armii Krajowej, jedyna kobieta wśród Cichociemnych, od 2006 roku generał brygady (jako druga Polka w historii Wojska Polskiego)[17].
- Ignacy Zelek (1894–1961) – artysta rzeźbiarz, malarz[14];
- Maria Znamierowska-Prüfferowa (1898–1990) – etnograf, twórca Muzeum Etnograficznego i Skansenu w Toruniu[14].

Na cmentarzu św. Jerzego został pochowany również Bogumil Goltz (1801–1870), niemiecki pisarz i poeta. Jego grób nie przetrwał do czasów współczesnych.

## Galeria

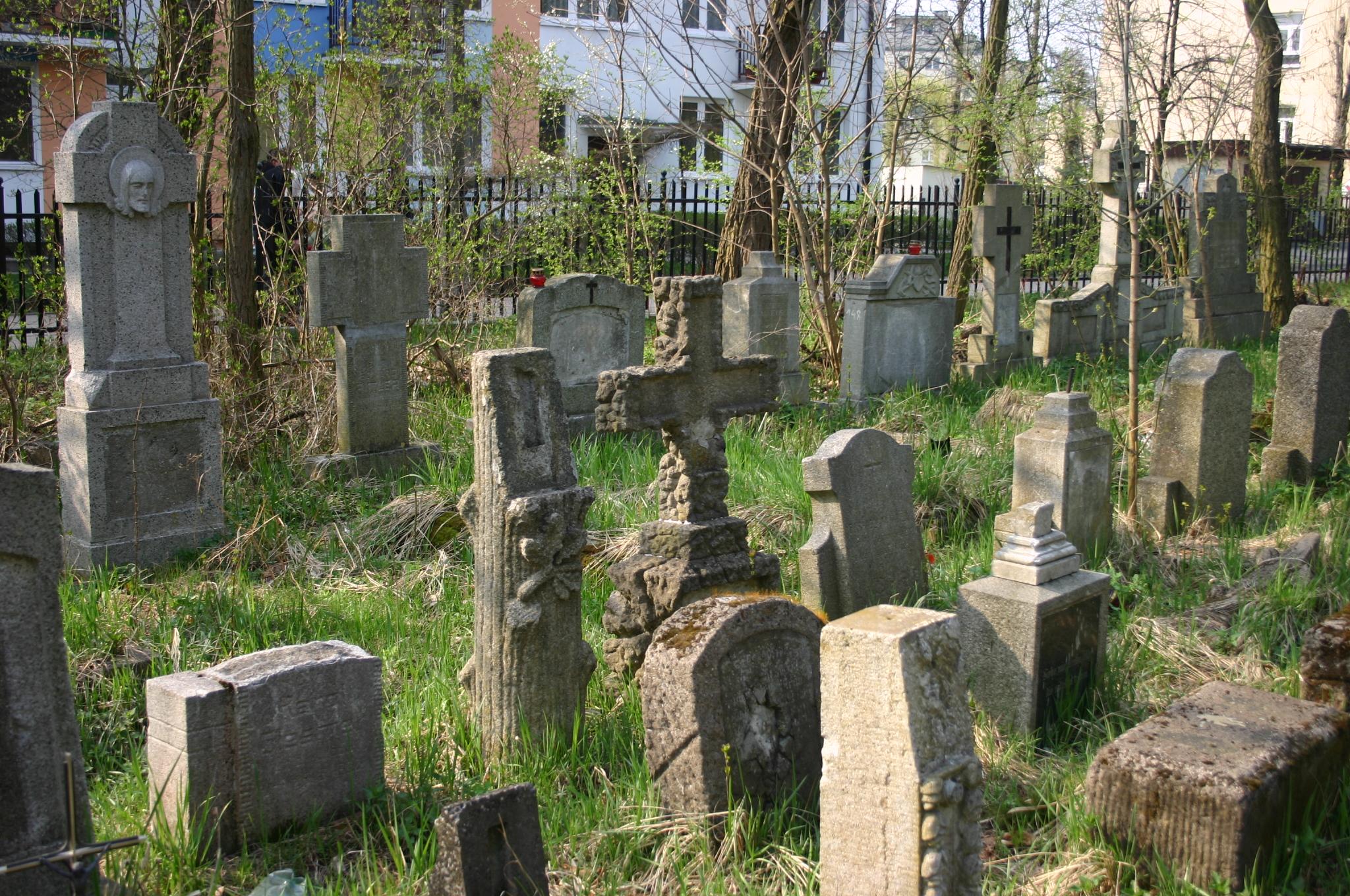
Nagrobki ewangelickie z terenu cmentarza
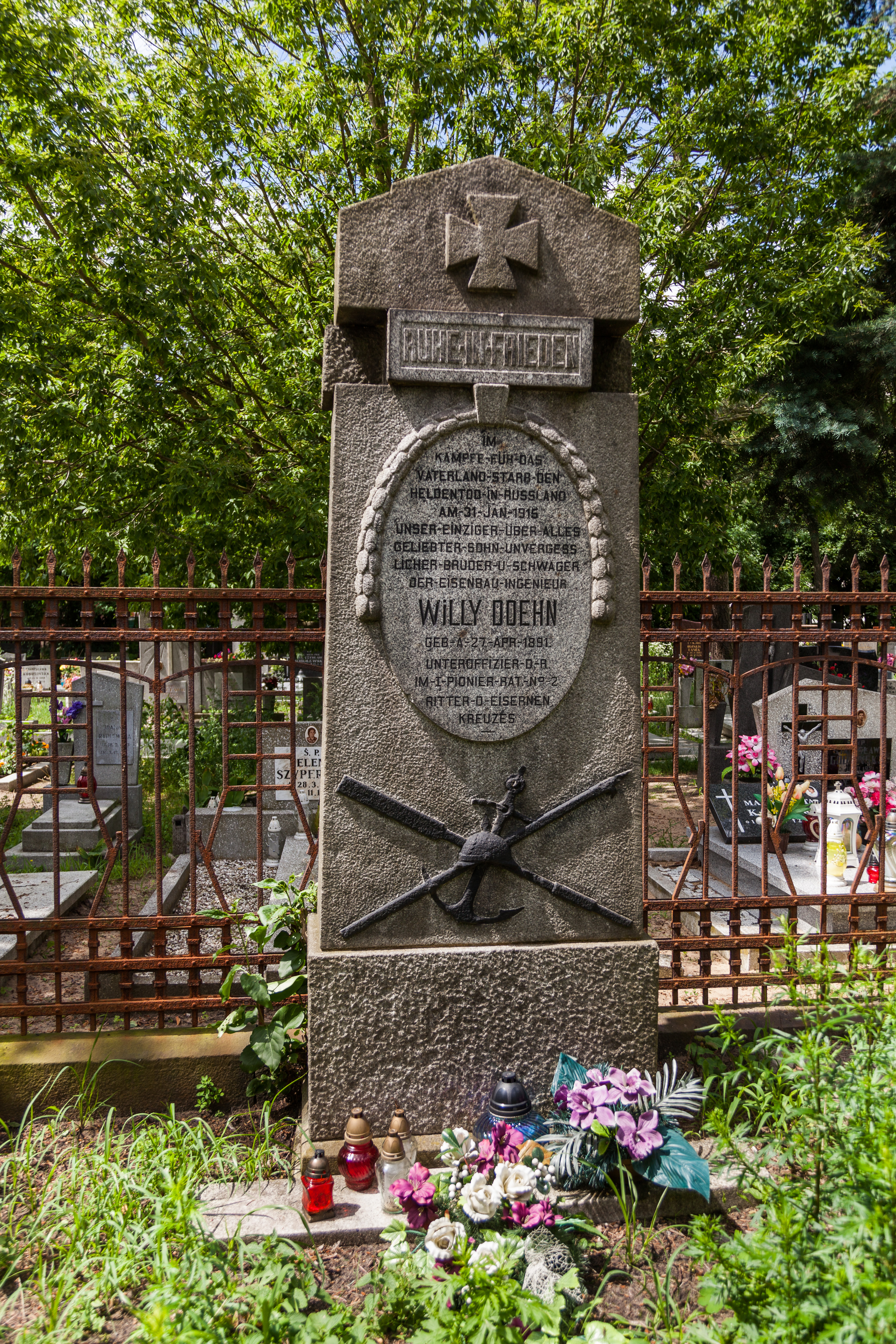
Nagrobek Willego Doehna (1891-1916)
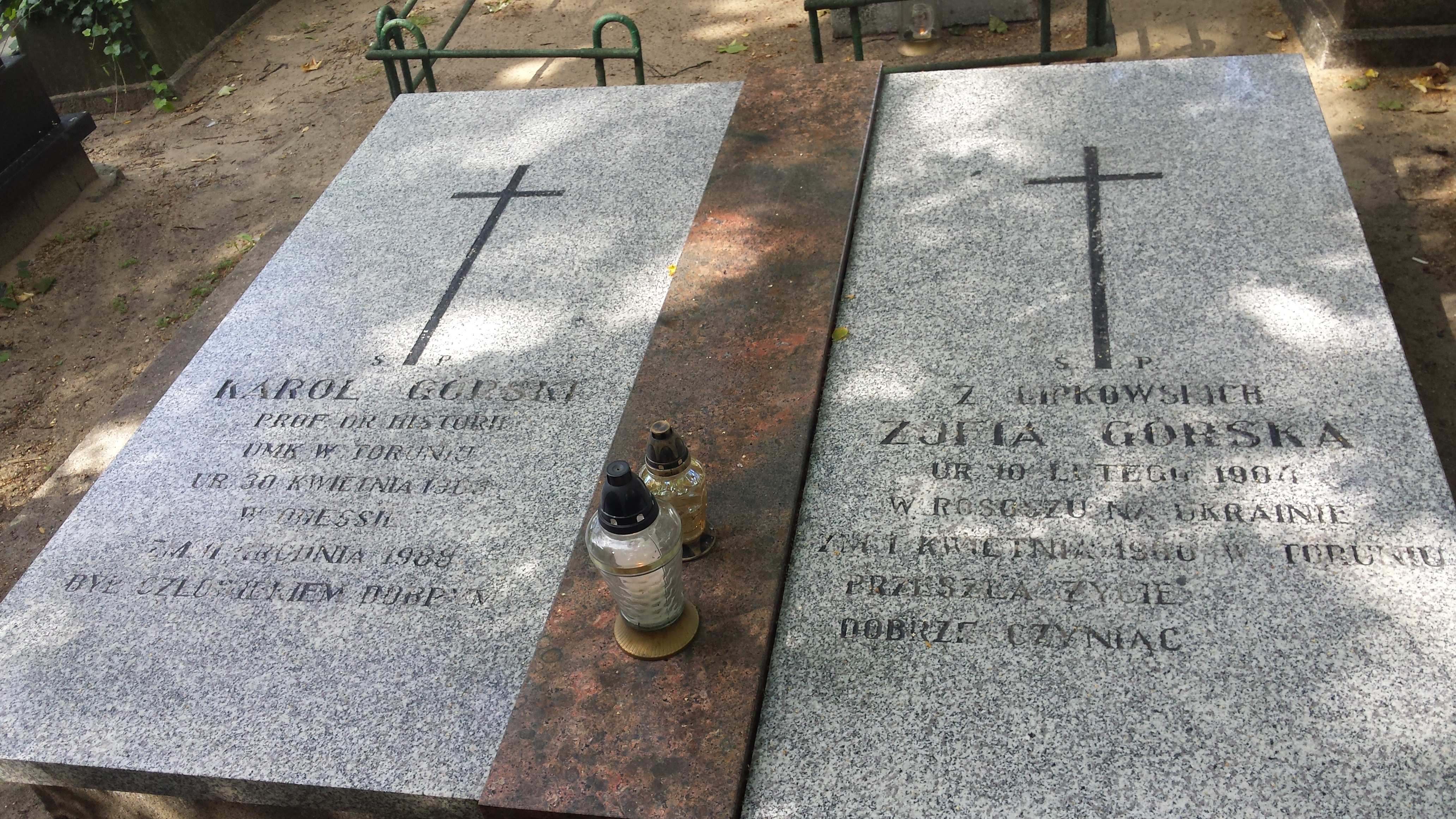
Grób Karola Górskiego
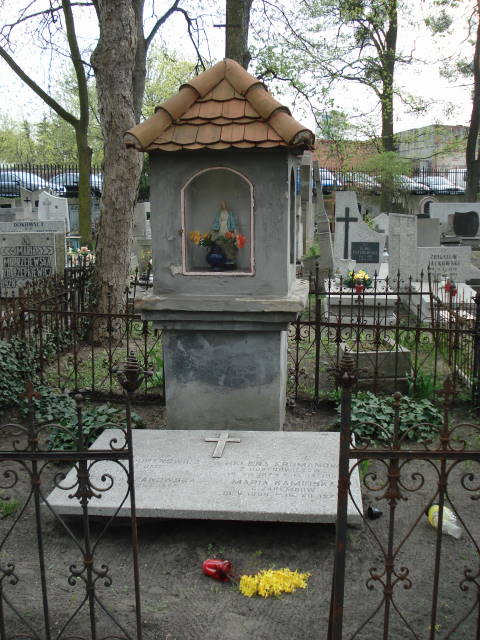
Nagrobek Janiny Hurynowicz
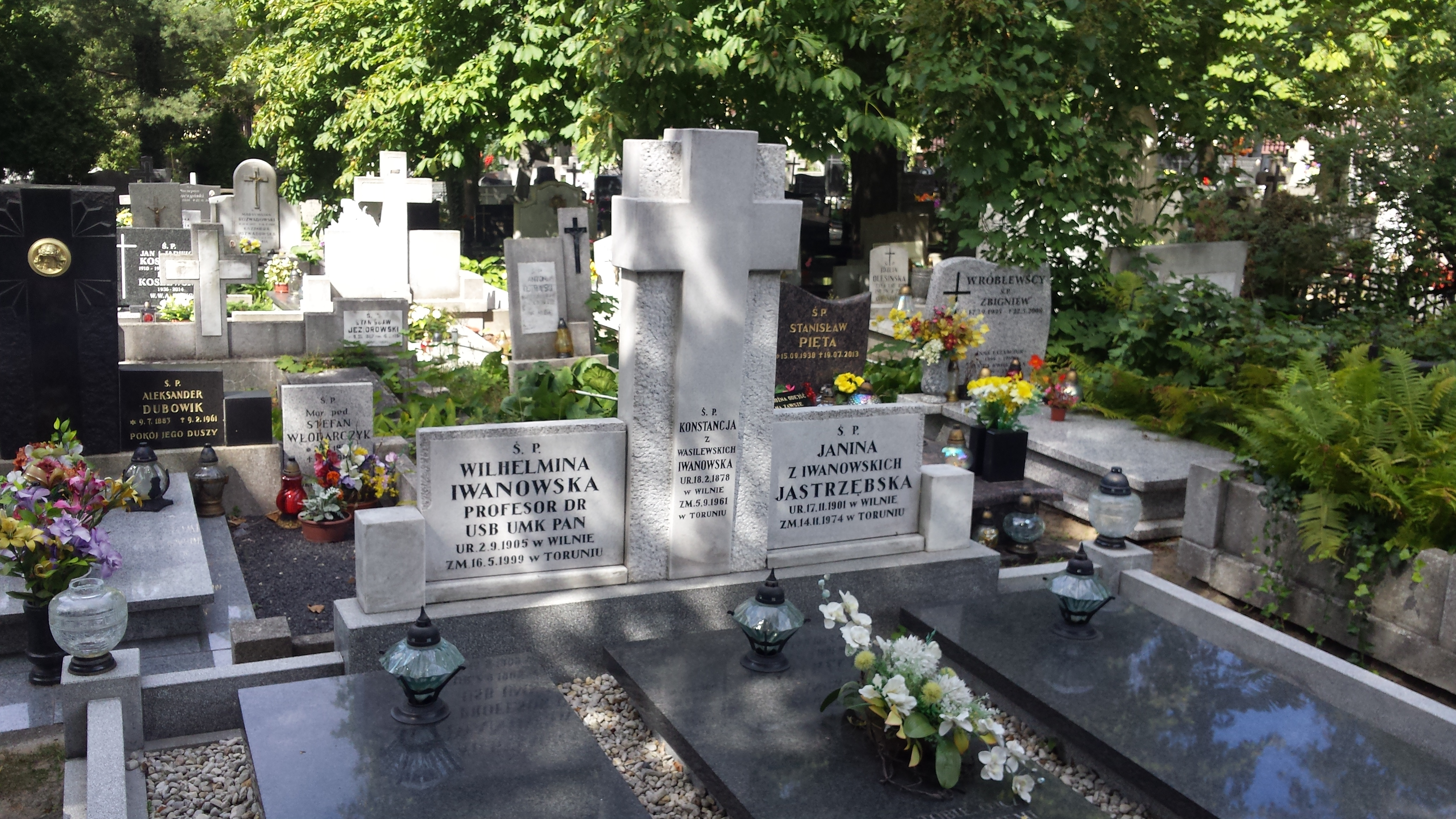
Grób Wilhelminy Iwanowskiej
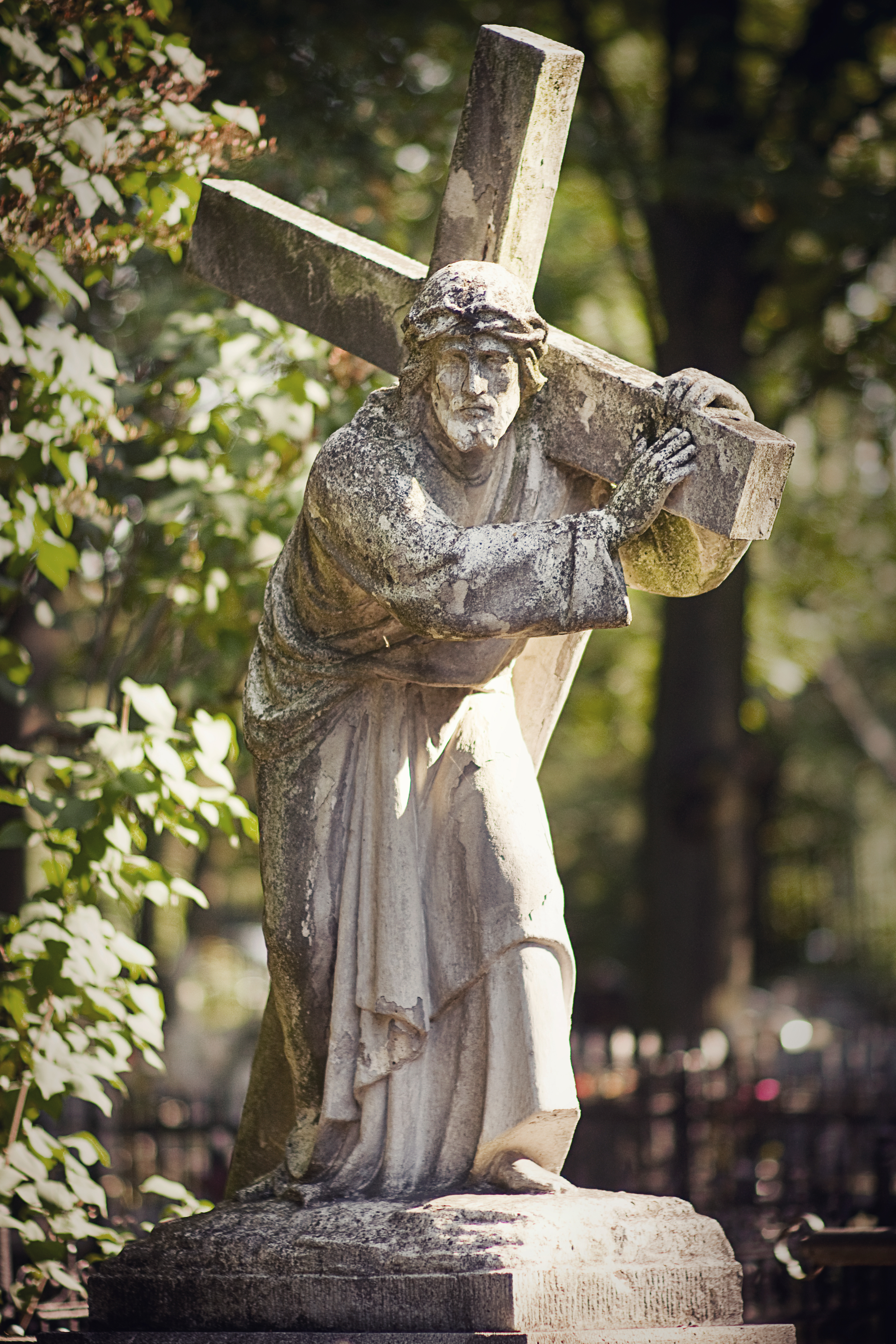
Nagrobek Adama Jabłońskiego
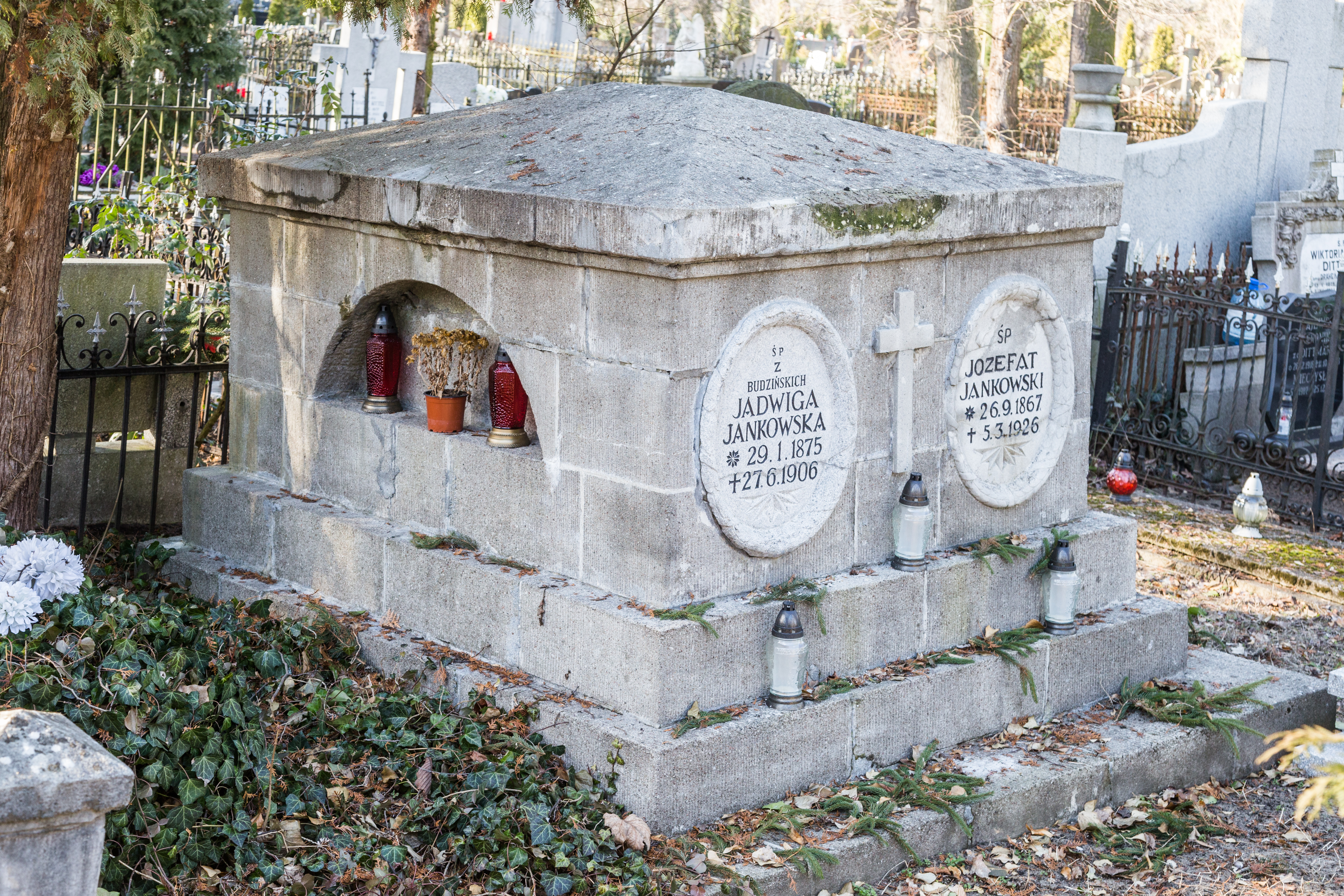
Nagrobek Jadwigi i Jozefata Jabłońskich
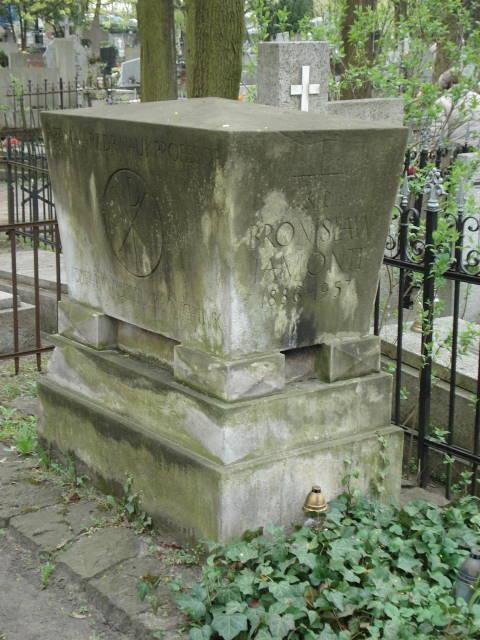
Nagrobek Bronisława Jamontta
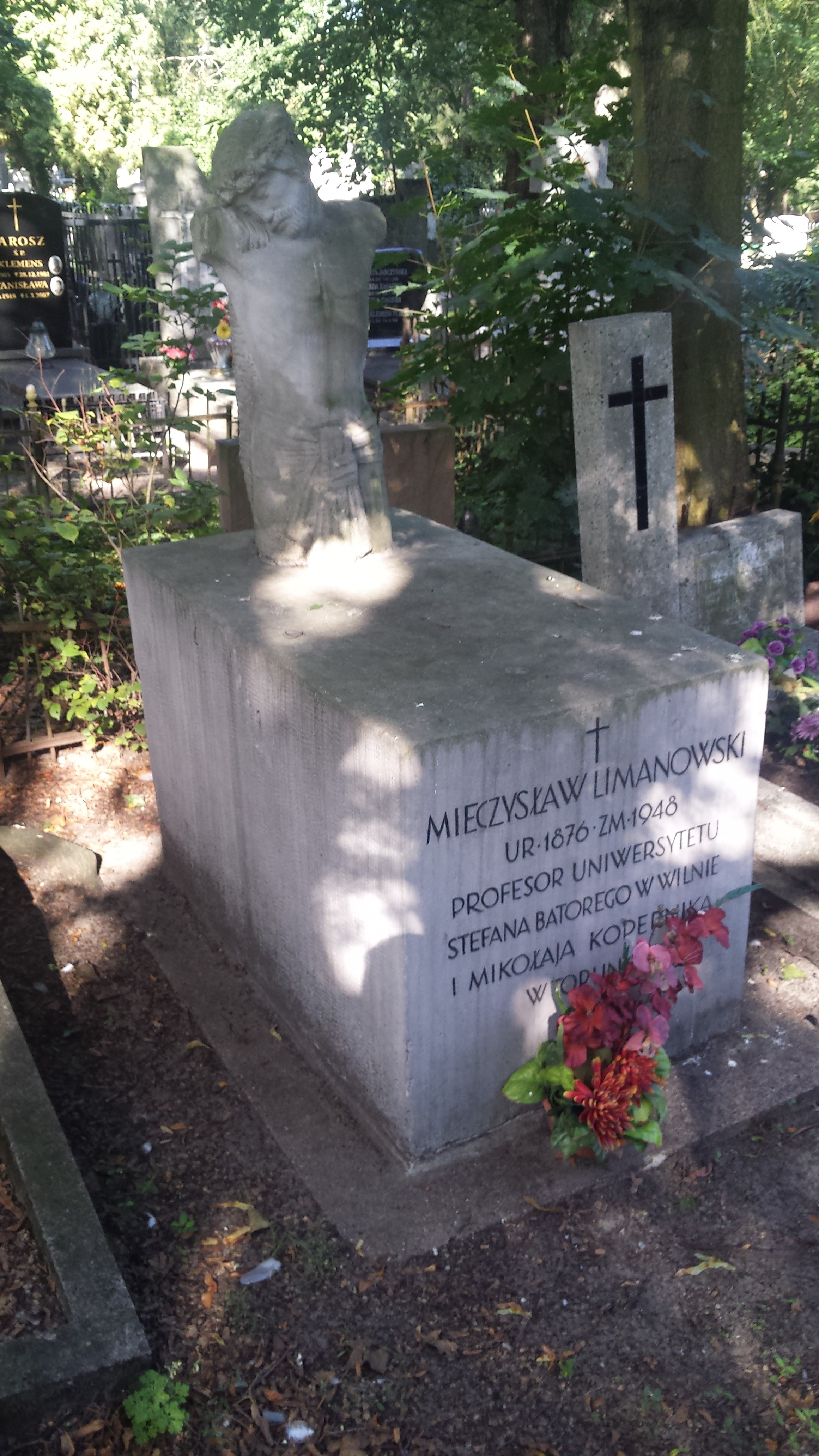
Grób Mieczysława Limanowskiego
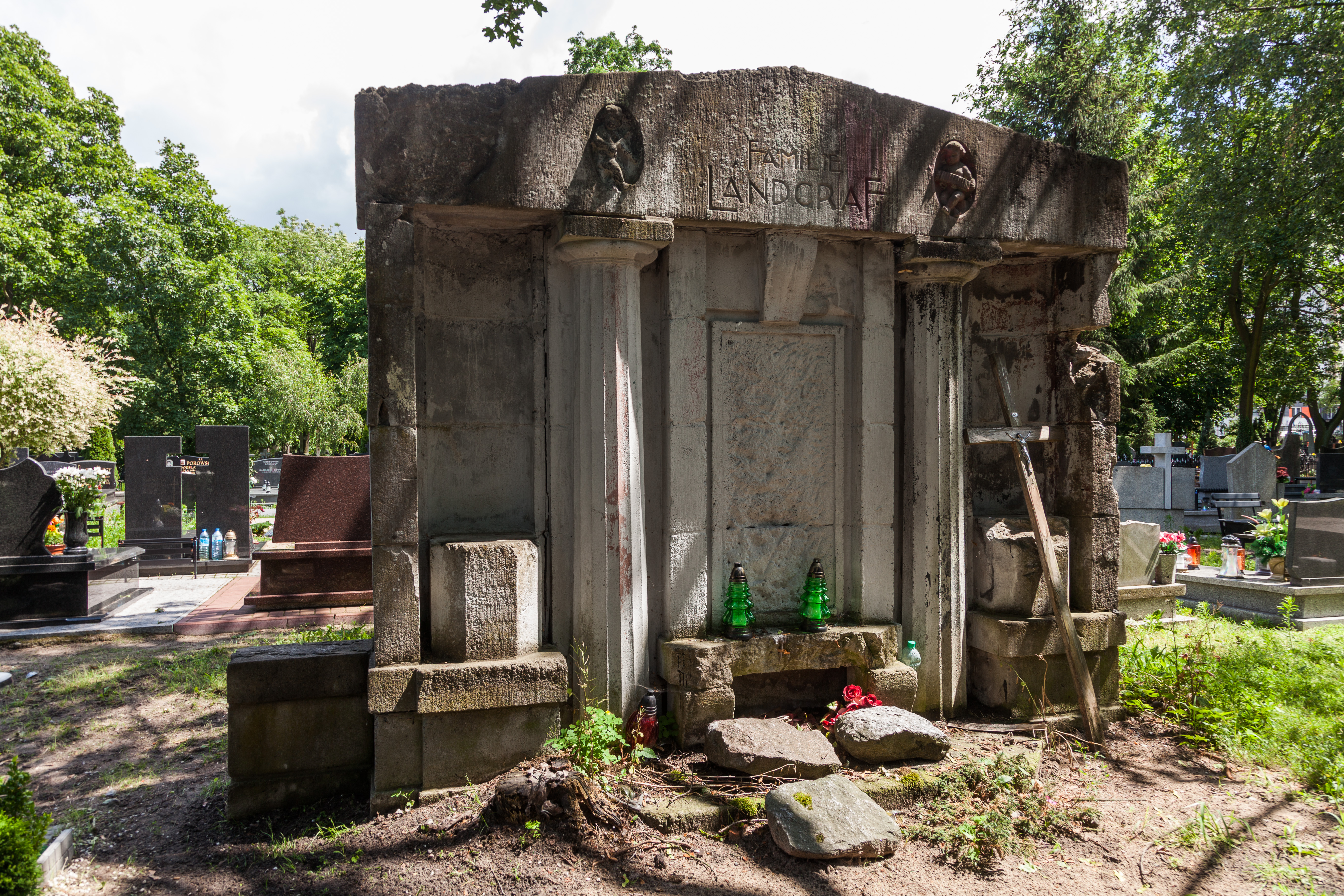
Nagrobek rodziny Landgraf
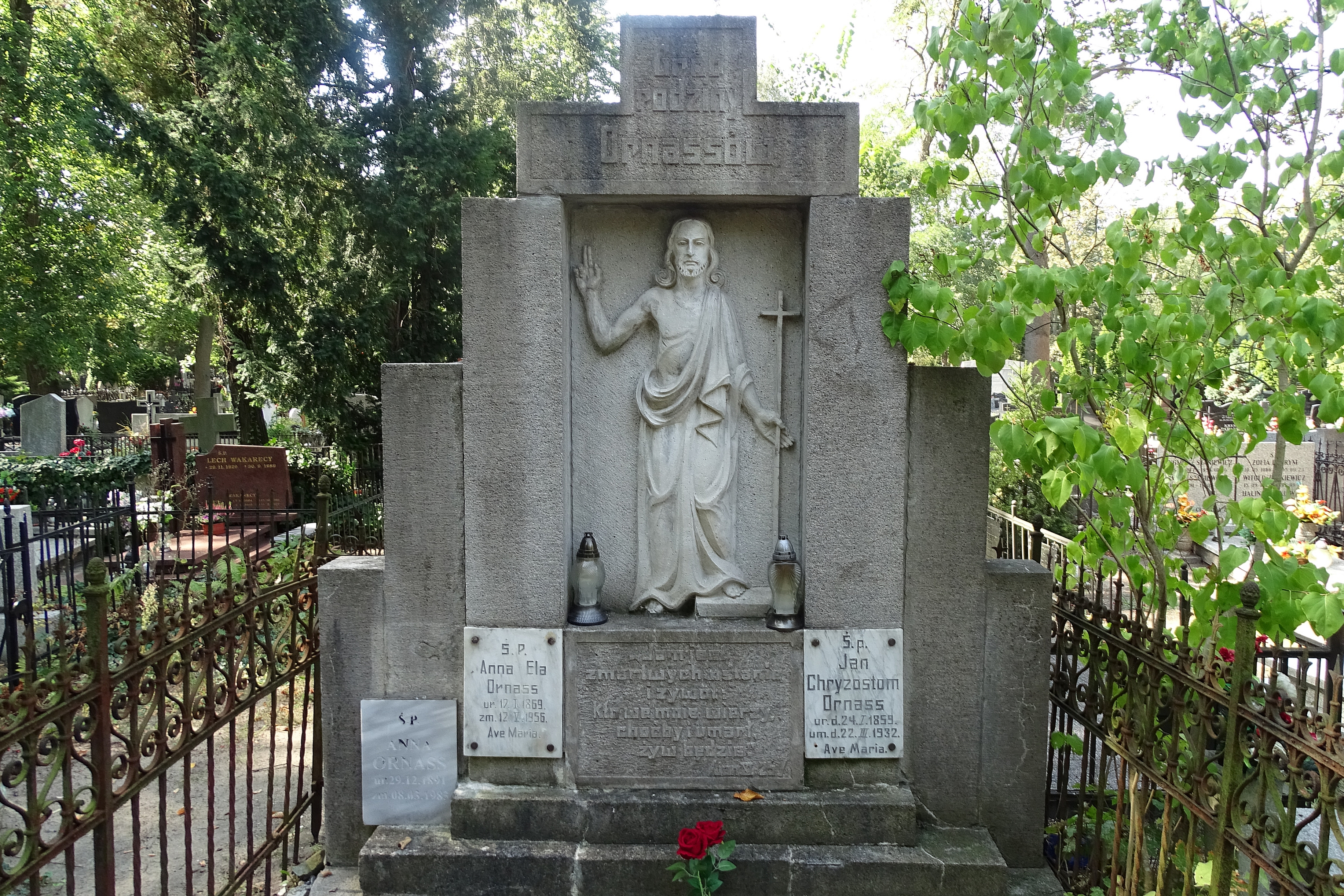
Nagrobek rodziny Ornass
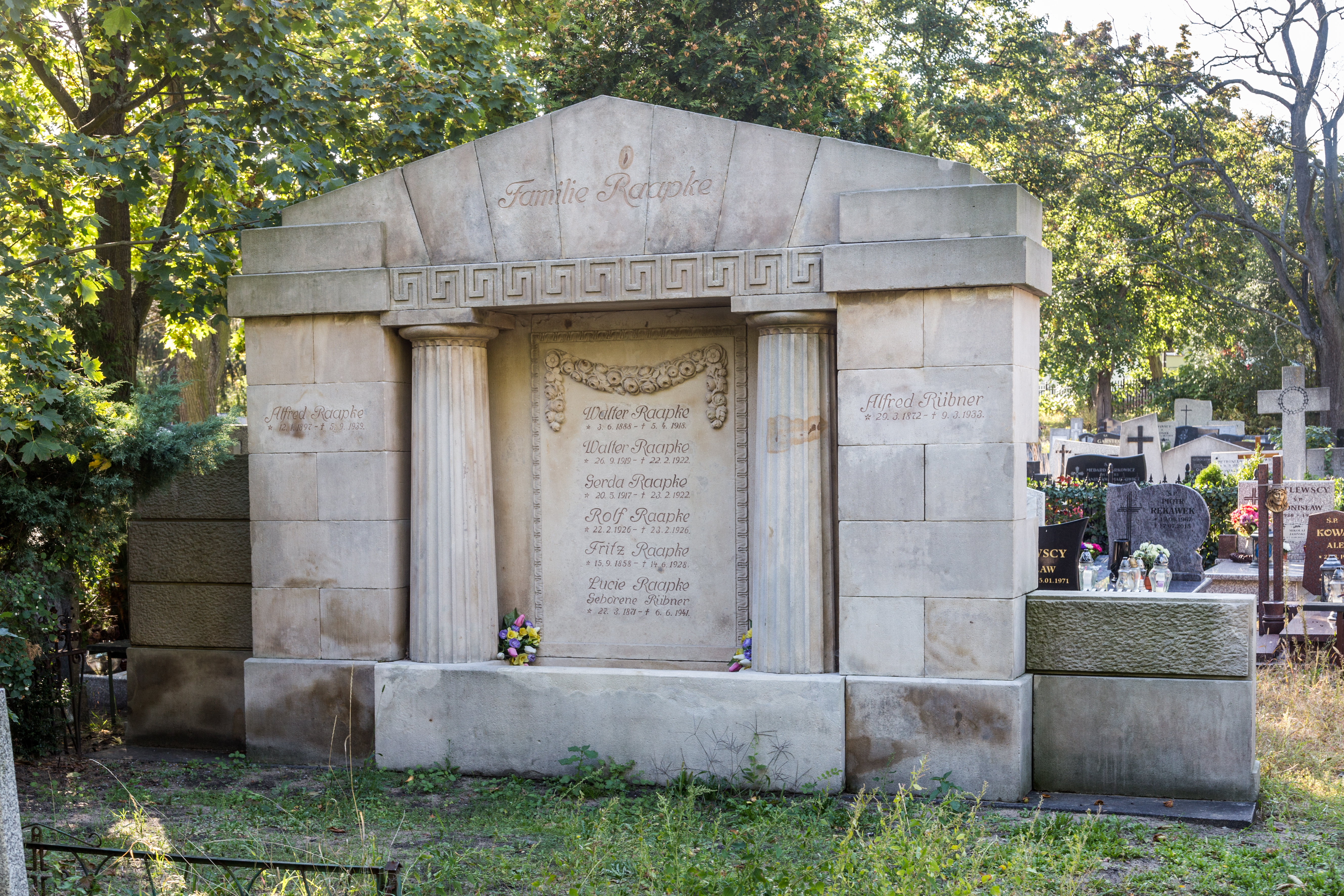
Nagrobek rodziny Raapke
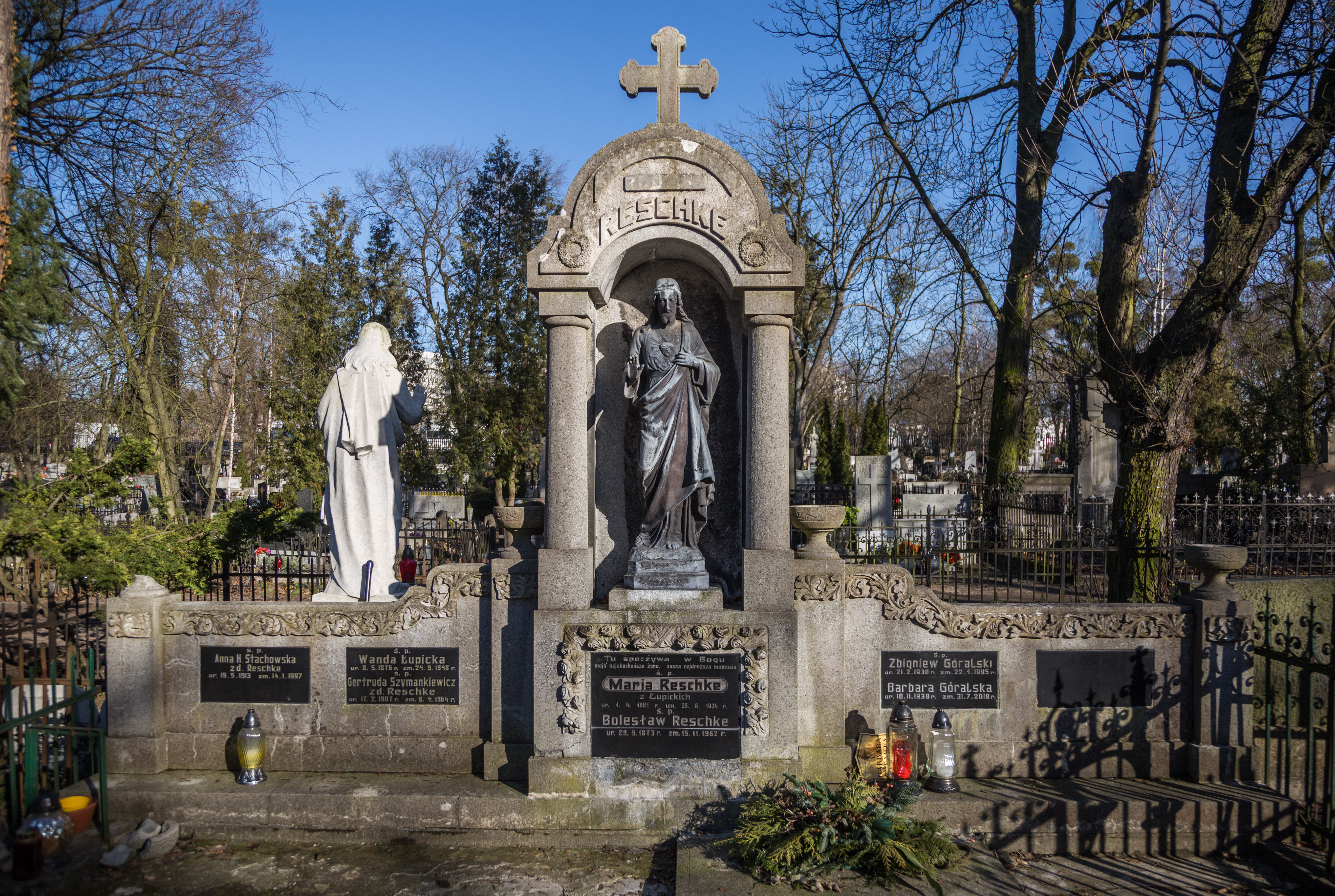
Nagrobek rodziny Reschke
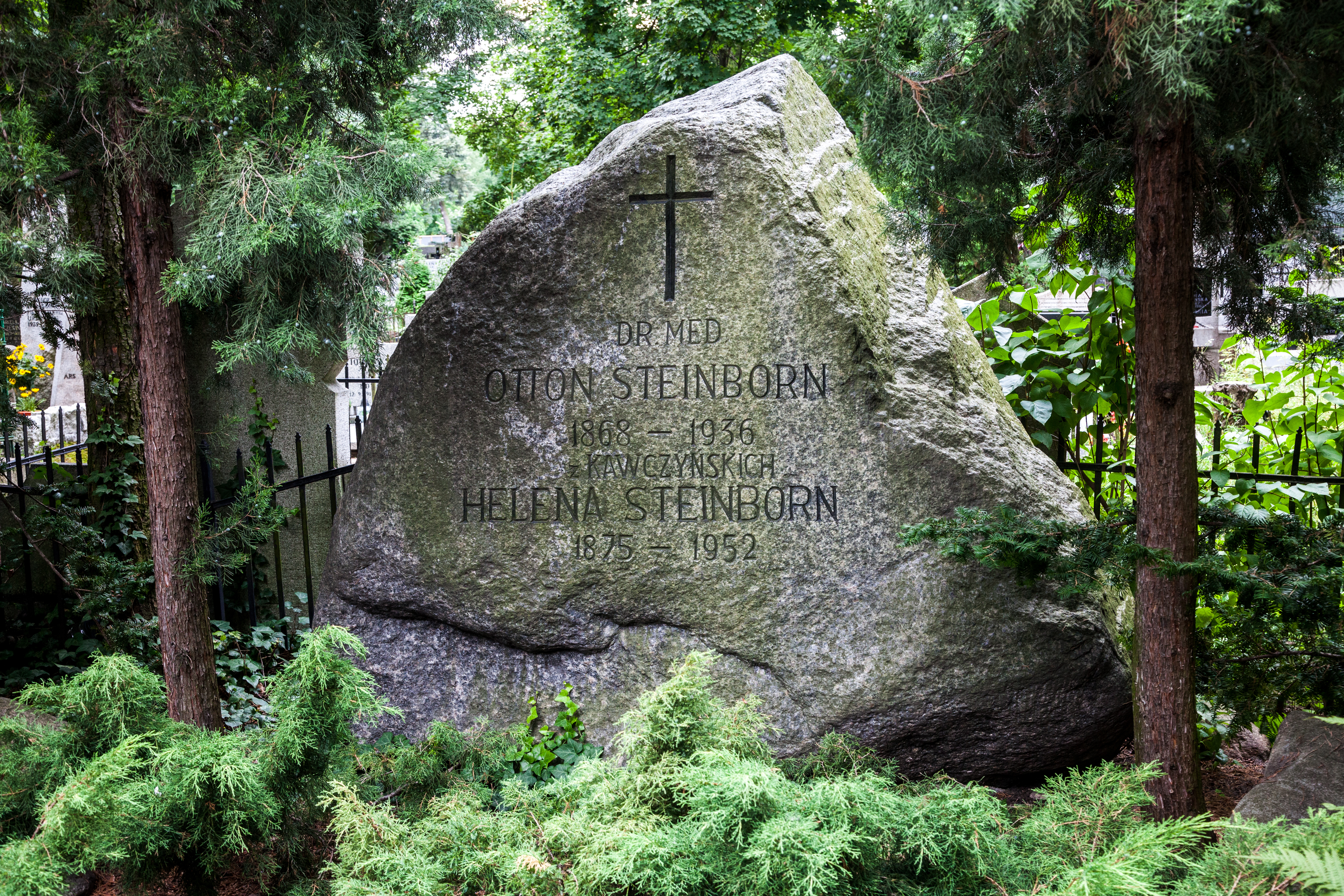
Nagrobek Heleny i Ottona Steinbornów
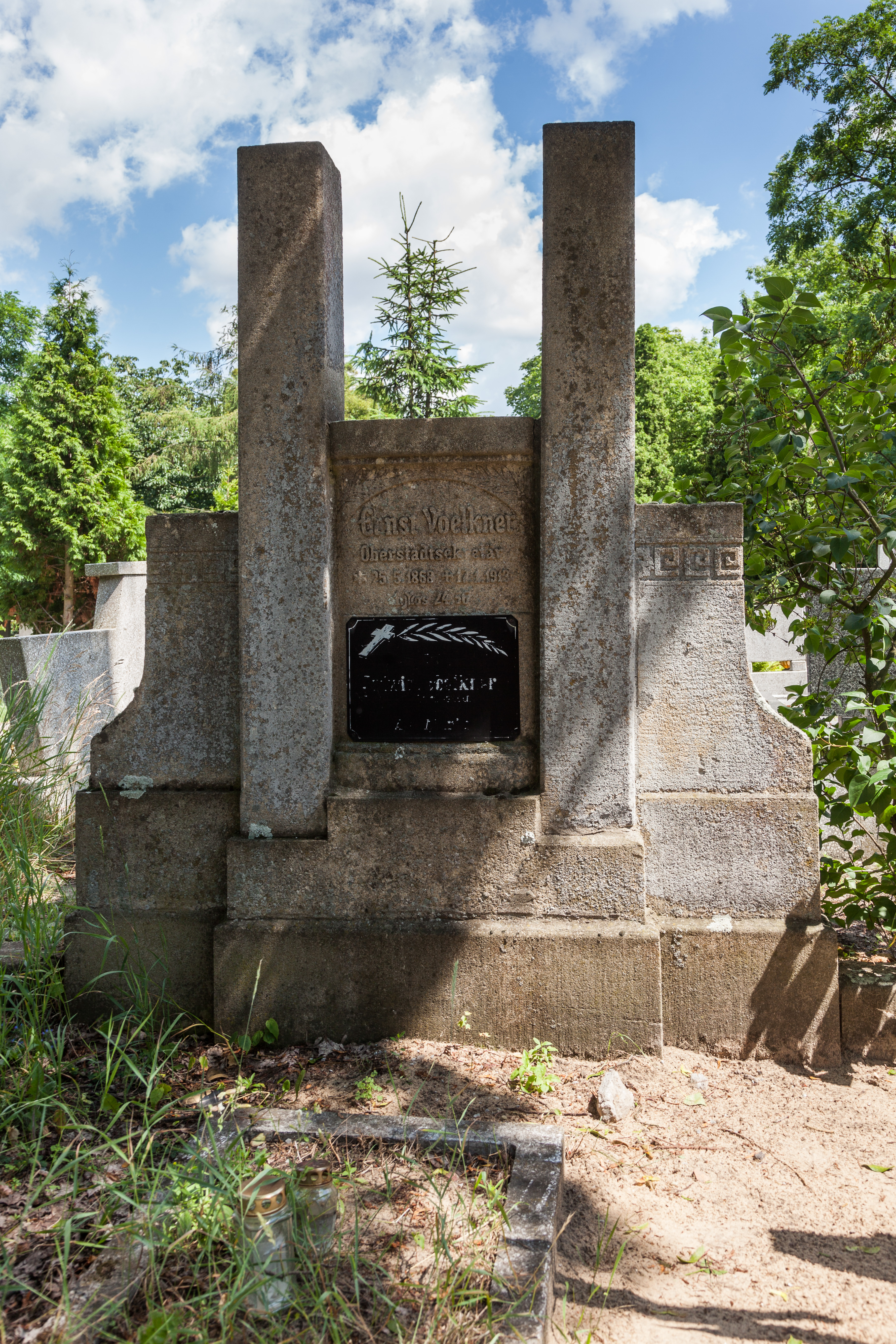
Nagrobek Ernsta Voelknera
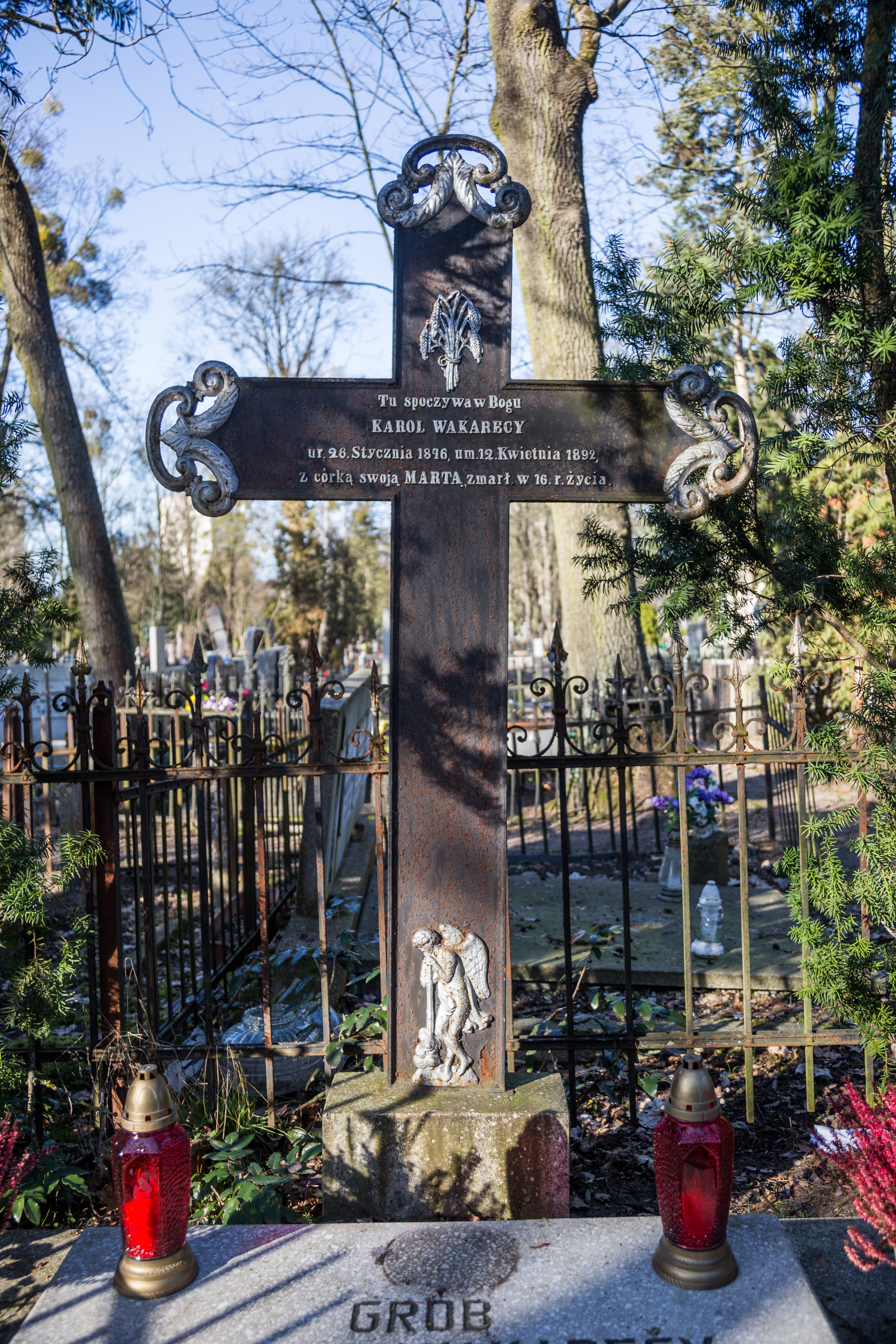
Nagrobek Karola Wakarecego
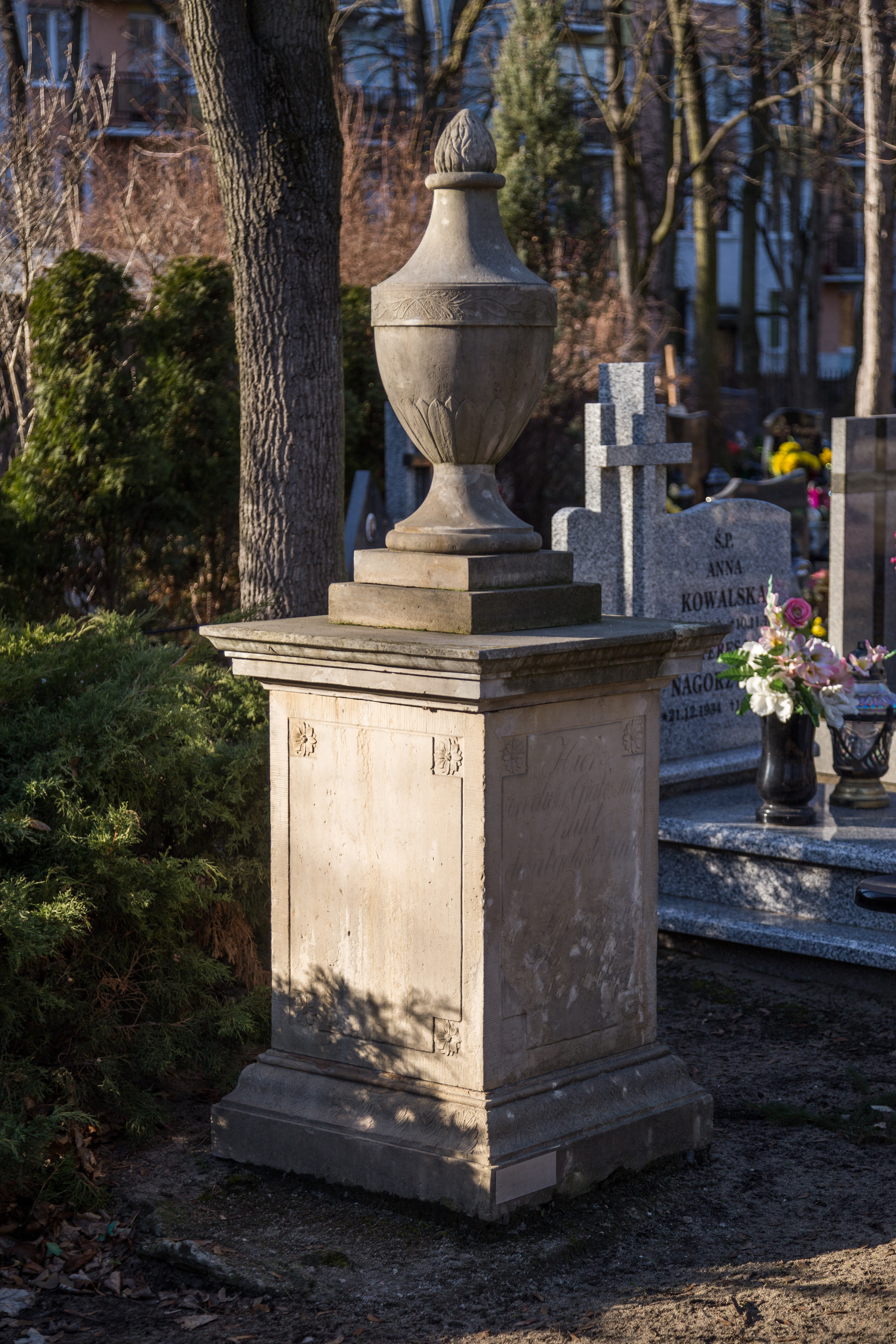
Nagrobek Johanna Ephraima Wessela
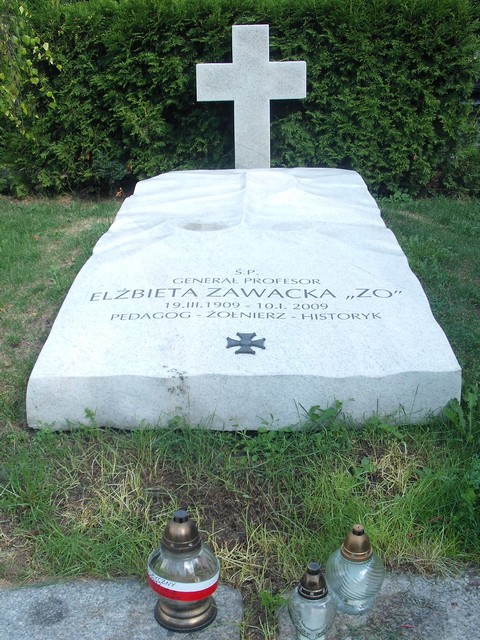
Nagrobek Elżbiety Zawackiej